# کارل یکم وورتمبرگ
کارل یکم وورتمبرگ (آلمانی: Karl Friedrich Alexander, König von Württemberg؛ زاده ۶ مارس ۱۸۲۳ درگذشته ۶ اکتبر ۱۸۹۱) از پادشاهان پادشاهی وورتمبرگ بود.